# واندا وارنین
واندا وارنین (ایتالیایی: Wanda Warenine) یک فیلم صامت ایتالیایی به کارگردانی ریکاردو تولنتینو است که در سال ۱۹۱۷ منتشر شد. این فیلم بر پایهٔ داستانی از الکساندر پوشکین ساخته شده و از بازیگران آن می‌توان به دومنیکو سرا اشاره کرد.